# Hermann Schröder
Hermann Schröder (Quedlinburg, Saxònia-Anhalt, 28 de juliol de 1843 – Berlín, 30 de gener de 1909) fou un violinista i compositor alemany.
Com el seu germà Karl (1848-1935) i Alwin (1855-1928), fou deixeble del seu pare (antic director d'orquestra, 1816-1890) i de Ritter.
El 1873 fundà a Berlín un institut de música, que dirigí fins a la seva mort, i on tingué, entre altres alumnes, en Carl Roeder. El 1885 fou nomenat professor de violí de l'Institut Reial de Música Religiosa.

## Obres
- Obres simfòniques i de cambra.
- Die Kunst des Violinapiels.
- Untersuchung über die sympathetischen Klänge der Geigeninstrumente (1891).
- Die symmetrische Umkehrung in der Musik (1902).
- Ton und Farbe (1906).